# Macrotermes
Macrotermes is een termietengeslacht uit de familie Termitidae.

## Kenmerken
De soorten hebben een bruin lichaam, een brede kop met twee antennes en grote geelachtige, transparante vleugels.

## Leefwijze
Deze dieren vormen vaak reusachtige kolonies en metershoge nesten. De soort Macrotermes natalensis maakt nesten die soms wel 6 meter hoog zijn. Naargelang het seizoen zwermen de gevleugelde dieren massaal uit om nieuwe kolonies te stichten.

## Verspreiding
Het geslacht komt voor in Afrika en Zuidoost-Azië.